# Llac

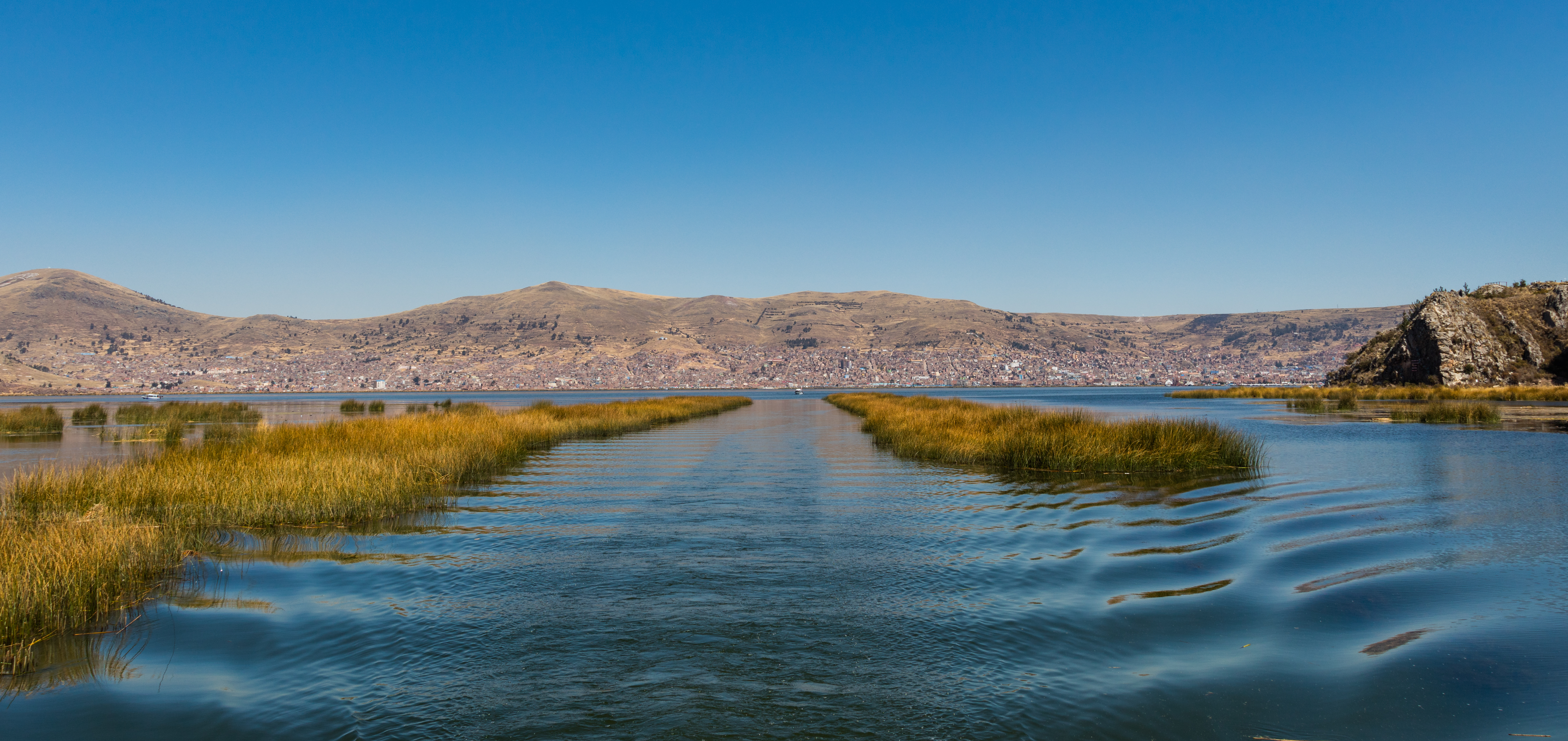
Llac Titicaca. Puno. Perú

Un llac o estany és una acumulació d'aigua, situada en una depressió a terra ferma. Acostumen a ser alimentats per rius o glaceres, que reben el nom d'immissaris, i desguassen mitjançant uns altres rius, anomenats emissaris. Uns i altres poden mancar, i aleshores l'alimentació i el desguàs del riu poden ésser subterranis, en cas de relleus càrstics, o bé l'aigua pot perdre's per evaporació, en conques endorreiques.

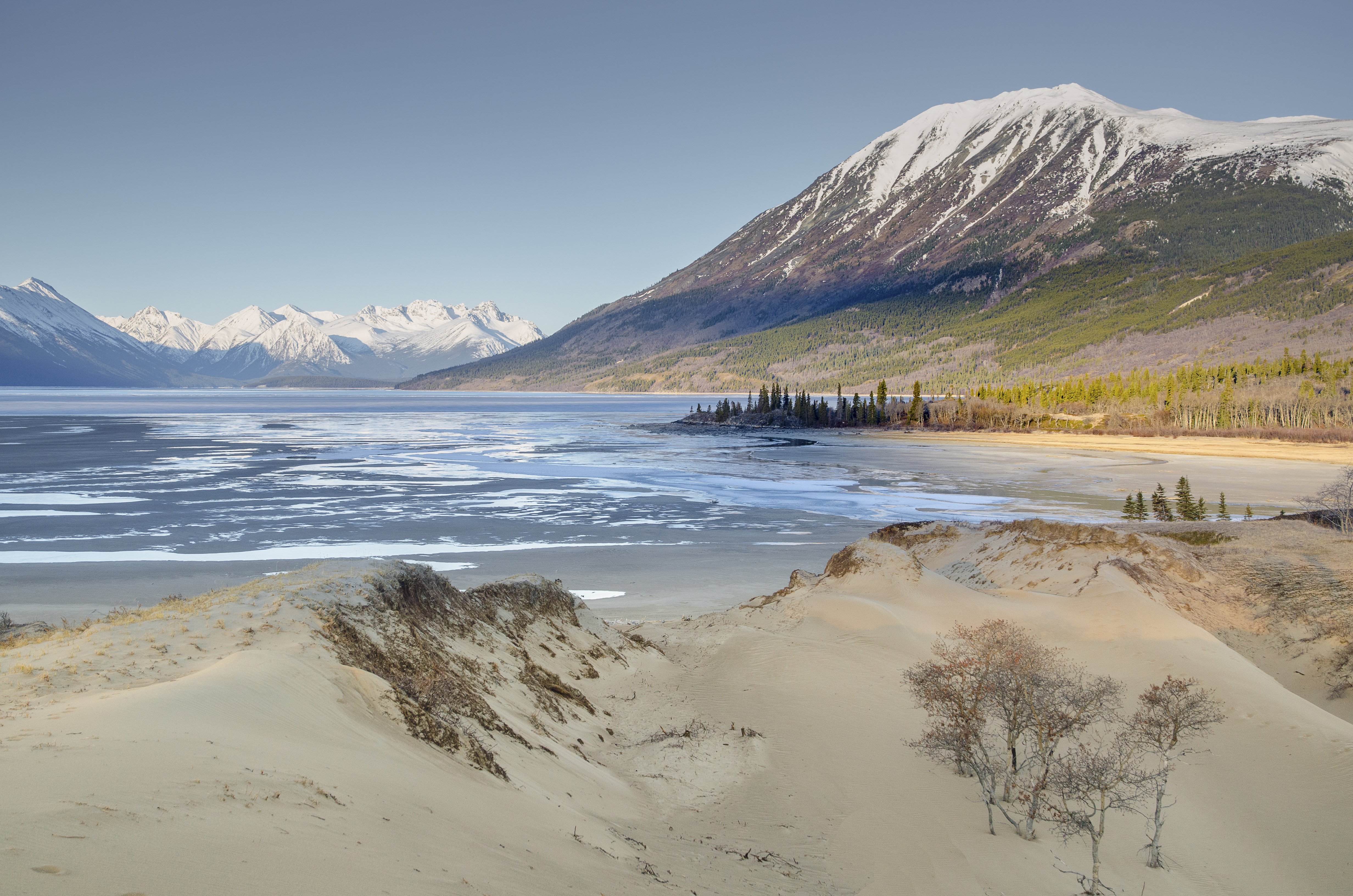
Bennett Lake. Yukon. Canadà

La superfície i la profunditat dels llacs és molt variable. N'hi ha d'una gran superfície com la mar Càspia, amb 371200 km², un llac endorreic o terminal. La seva aigua no arriba a l'oceà i per causa d'això, els minerals s'acumulen en l'aigua i a mesura que s'evapora es torna salat.

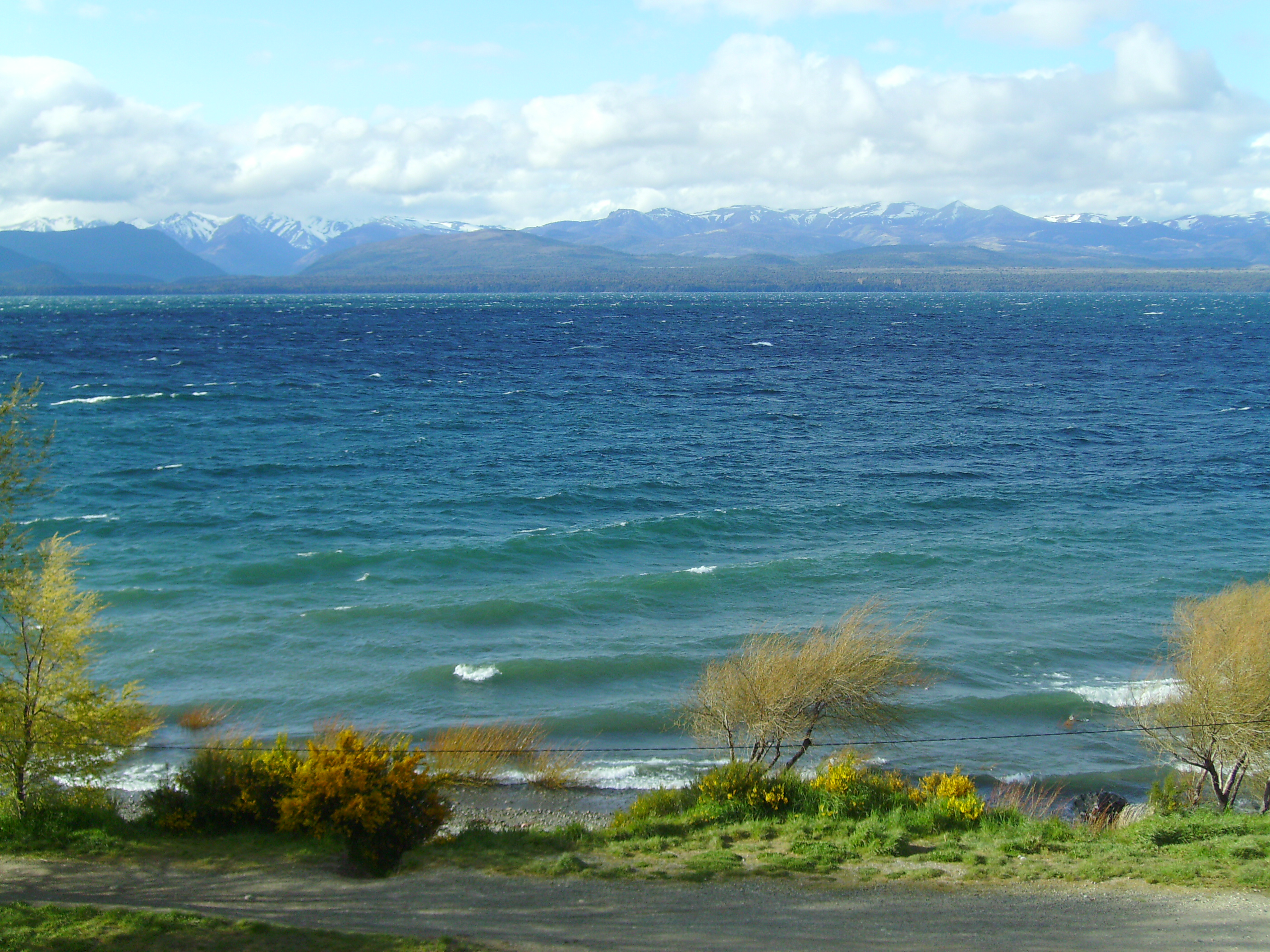
Llac Nahuel Huapi. San Carlos de Bariloche. Argentina

La profunditat és ben diversa i en un mateix llac pot variar d'uns pocs metres com al llac Eyre (profunditat mitjana: 3,0 m.; profunditat màxima:6,0 m.), a alguns centenars com al llac Baikal (profunditat mitjana: 336 m.; profunditat màxima: 1.637 m.).
Els llacs naturals es troben generalment en les àrees muntanyoses, a les zones on hi ha falles importants i a prop d'àrees amb neus perpètues o amb glaciació contínua. Altres llacs són en conques endorreiques o a les valls dels cursos dels rius madurs, on un canal fluvial s'ha anat eixamplant fins a convertir-se en una conca.
Hi ha llocs al món amb llacs formats a causa de les caòtiques pautes de drenatge de la darrera edat de gel. Tots els llacs són temporals en escales de temps geològiques, ja que s'ompliran lentament de sediments (colmatació) o s'abocaran fora de la conca que els conté. La desaparició dels llacs és deguda a dues causes: l'emplenament de la conca pels sediments i l'erosió de les barreres que mantenen retinguda l'aigua.

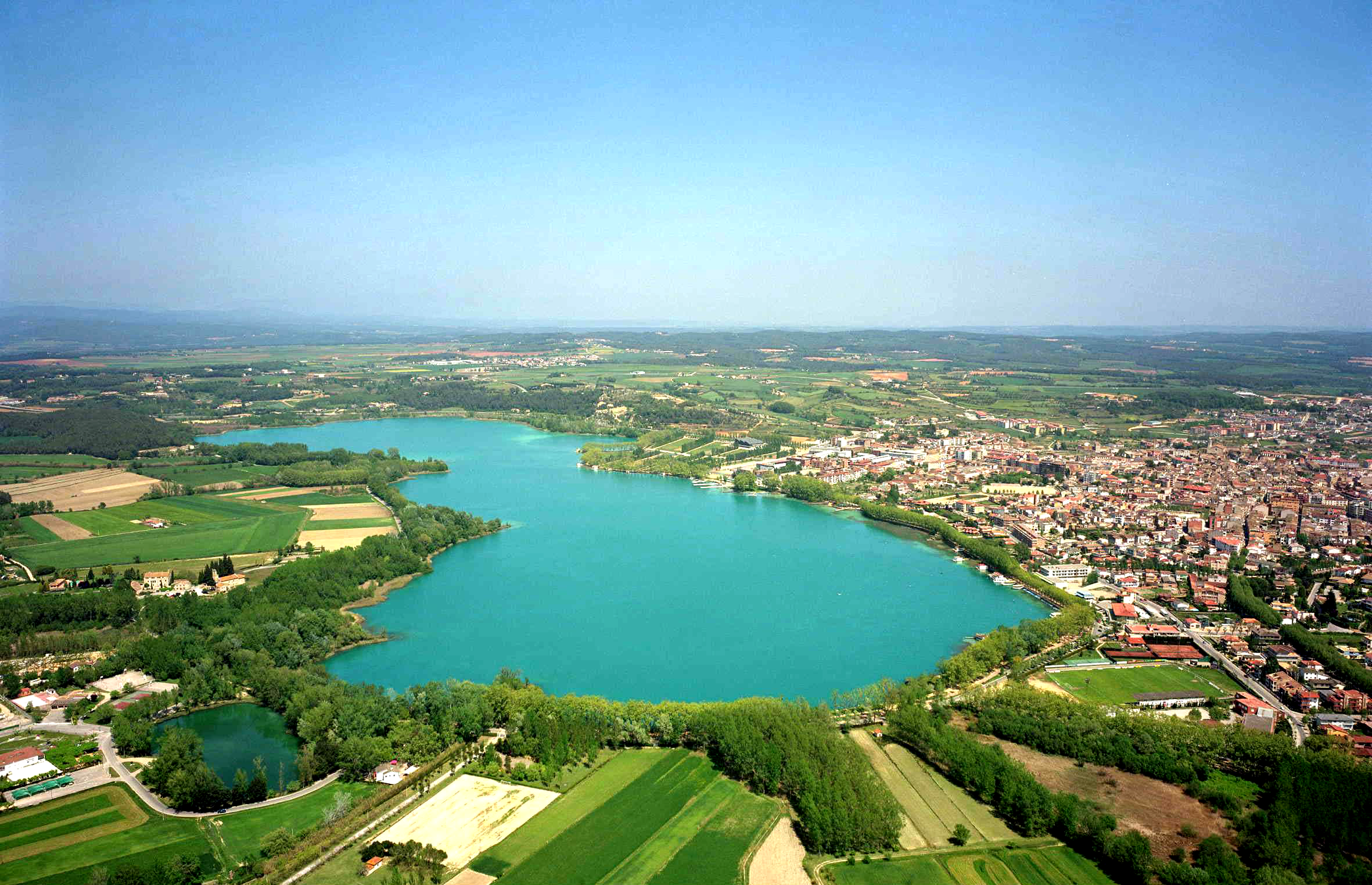
Estany de Banyoles. El Pla de l'Estany. Catalunya

El llac més gran dels Països Catalans és el llac o estany de Banyoles, conformant un espai lacustre rellevant i escortat de diversos petits estanys al seu voltant.
Molts llacs són artificials i s'han construït per a l'ús industrial o agrari, per a la generació d’energia hidroelèctrica o per al subministrament d’aigua domèstica (embassaments), o amb finalitats estètiques, recreatives i altres activitats.

## Què es pot considerar un llac?
Una proposta, acceptada àmpliament en hidrologia (amb l'excepció del criteri d'intrusió d'aigua de mar), defineix el terme "llac" com una massa d'aigua que reuneix les cinc característiques següents:
- Omple, totalment o parcialment una o diverses conques que poden ser connectades per estrets.
- Té el mateix nivell d’aigua en totes les parts (exceptuant-ne les variacions causades pel vent, la cobertura de neu o gel, les grans revingudes).
- No té intrusió regular d’aigua de mar.
- Bona part del sediment suspès a l'aigua ha de ser retingut a la conca (ha de tenir una relació entrada-volum suficientment petita).
- la superfície mesurada en el nivell mitjà de l'aigua ha de superar un llindar mínim triat arbitràriament (per exemple, una hectàrea).[4]

## Quants llacs hi ha al planeta?
A la Terra hi ha 117 milions de llacs majors de 0,002 km² que cobreixen el 3,7% de la superfície terrestre no glacial del planeta, en un primer recompte global directe de llacs per teledetecció per satèl·lit. Constitueix una resposta substancialment millorada a la pregunta abordada pels científics durant gairebé un segle sobre quants llacs hi ha a la Terra? La quantificació té importants implicacions per a la comprensió limnològica a escala mundial, especialment per a les contribucions relatives dels llacs, petits o grans, al cicle global del carboni.

## Tipus de llacs segons el seu origen
L'origen dels llacs és divers i complex. En general, pot ser degut a fenòmens glacials, tectònics, endorreics, càrstics, erosius o volcànics.
- Els llacs d'origen glacial[1] abunden a les regions circumpolars i a les altes muntanyes, i, en general, són acumulacions d'aigua degudes a les morenes terminals, que actuen com a barreres i retenen l'aigua de fusió, o bé cubetes sobre-excavades per l'erosió de les glaceres, com la majoria d'estanys del Pirineu.

- Els llacs d'origen tectònic[1] són deguts a la formació de falles o fosses tectòniques. N'és un l'estany de Banyoles, que deu la seva gènesi a la combinació de dos tipus de factors: tectònics (falla de la Garrotxa) i càrstics, per tal com el llac s'assenta sobre uns estrats de guix i en el seu origen intervé la dissolució d'aquests. Altres llacs d'origen tectònic són el Tanganyika, el llac Baikal i la mar Morta.

- Els llacs d'origen endorreic[1] són situats a l'interior de conques endorreiques i actuen com a receptors de la xarxa fluvial que les solca o, si aquesta hi manca, recullen els meteors aquosos que es precipiten a la conca. El cabal d'aquests llacs és molt variable, i depèn del règim climàtic estacional. Un exemple de llac endorreic és el llac Txad.

- Els llacs d'origen càrstic[1] es formen per enfonsament del carst a les regions calcàries. Les llacunes de Ruidera tenen aquest origen.

- Els llacs formats a causa dels fenòmens erosius i sedimentaris poden formar diversos tipus de llacs. L'erosió fluvial dona lloc a la formació de piles o marmites de gegant, d'una extensió, a vegades, comparable a la de les llacunes.

- Llacs formats per explosions volcàniques i enfonsaments subsegüents[1] són, per exemple, el Crater Lake d'Oregon (EUA), el llac Nyos (Camerun) i el llac Posadilla (Ciudad Real).

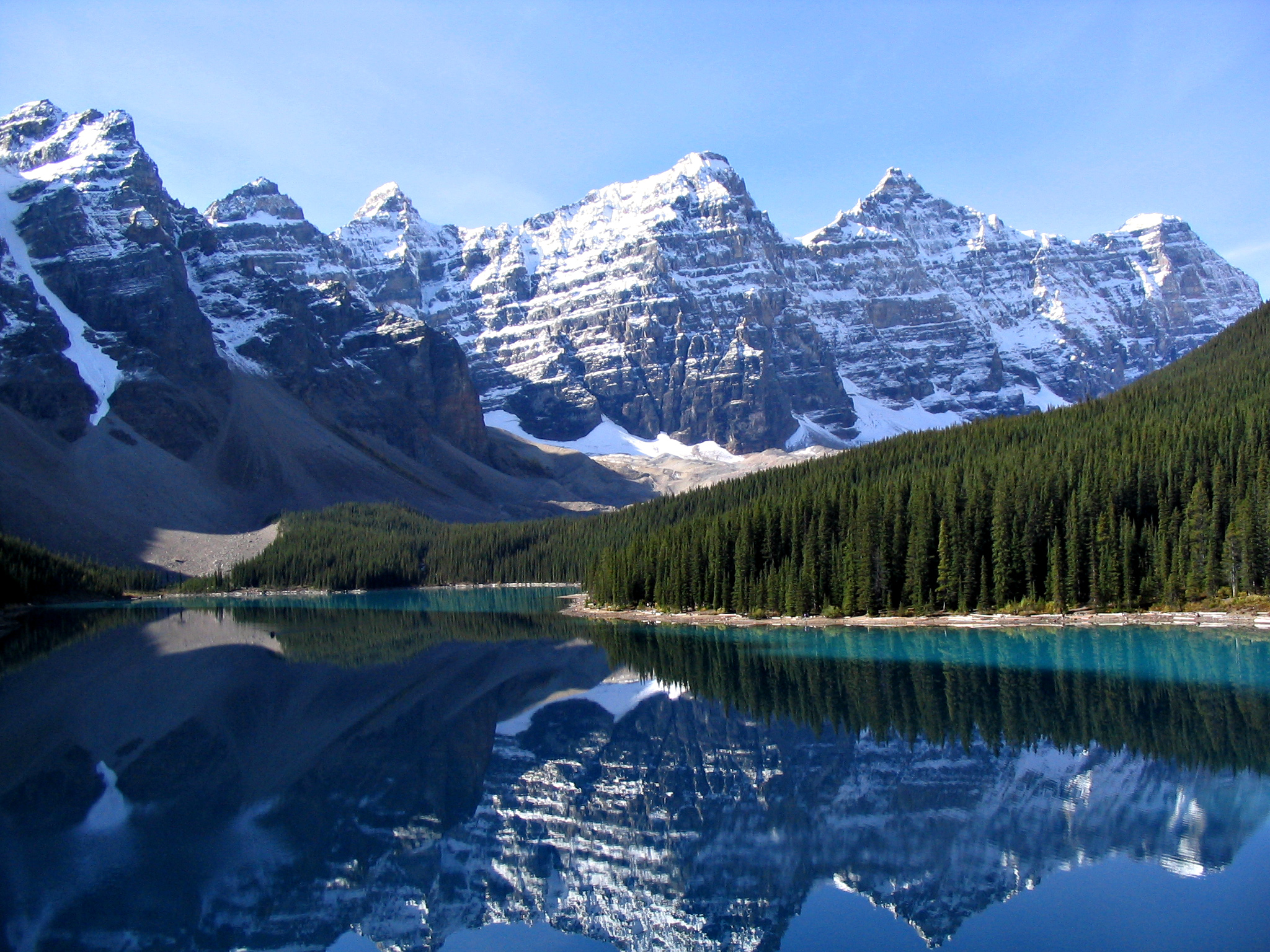
Llac Moraine. Valley of the Ten Peaks. Parc nacional Banff, Canadà.

## Els llacs o estanys temporals
Els llacs i estanys temporals, que s'eixuguen del tot gairebé tots els estius, sovintegen als plans i als altiplans dels llocs àrids o subàrids de la Terra.
Es coneixen localment amb diversos noms: salt pans, chotts; sebkhas; bolsones; salares; playas...etc. i responen a un mateix sistema endorreic i gairebé del tot arreic (sense tributaris o immissaris clars) i de molt poca fondària.
En són exemples els salt pans del Kalahari, les llacunes de la Mancha o les salines al País Valencià. El llac Eyre, al centre d'Austràlia, s'ha omplert poques vegades en els últims anys.

## L'aigua dels llacs
- Les sals dissoltes en l'aigua de cada llac poden oscil·lar com els 238 g/l del Gran Llac Salat o els 0,177 g/l del llac Léman. Aquesta salinitat prové del mateix llac, de les aigües que hi entren i de la taxa d'evaporació.
- Llacs atalassohalins: Els llacs atalassohalins es defineixen com aquells llacs salats (salinitat de l’aigua igual o més gran de 3 g/l) que no han tingut cap connexió amb el mar en temps geològics recents o que, després d’haver-se inundat amb aigua marina, i haver-se evaporat totalment, han estat sotmesos a noves inundacions (Hammer, 1986). Aquests llacs es formen generalment en zones semidesèrtiques i estepàries que generalment coincideixen amb grans conques sedimentàries.[7]
- Llacs salobres: N'hi ha amb predomini de clorurs com el Gran Llac Salat o la mar Morta, de sulfats com el llac Ontario, o de carbonats com ho són el l'estany de Banyoles i la majoria dels d'origen càrstic.

- La temperatura varia estacionalment per causa de la insolació, la calor de l'atmosfera i la temperatura de l'aigua entrant. Aquests factors poden produir l'estratificació de les aigües del llac.
- La termoclina és un pla on la temperatura de l'aigua canvia sobtadament (divideix dues capes d'aigua de temperatura diferent)

Llacs no holomíctics: Contenen una capa o cos d'aigüa superior, més o meny temperada i turbulenta, anomenada epilímnon i una capa o cos d'aigua inferior anomenada hipolímnon. Quan la capa superior es refreda (es densifica), l'estratificació es desfà (trabucament).
Llacs dimíctics: Es trenca l'estratificació dues vegades cada l'any (llocs de la Terra temperats-freds)
Llacs oligomíctics: Les aigües romanen força estables (llocs tropicals i subtropicals) 
Llacs polimíctics: Experimenten molts trabucaments, ja que la temperatura sempre és a prop dels 4 °C (llacs de muntanya); llac Victòria.
Llacs meromíctics: Sovint són llacs salobres. Els canvis no afecten l'aigua profunda, que no es renova i minva en oxigen (euxinisme); mar d'Aral.
llacs monomíctics: Pateixen un sol trabucament anual causat per l'homotèrmia durant l'hivern. Lake District, Lugano.
- Les marees (gravetat Sol-Luna), les seixes (pressió atmosfèrica), les onades (vent) i els corrents (vent i efecte de Coriolis en aigües somes) són factors productors de turbulències, moviment i circulació de les aigües.[8]

## Tipus de llacs segons la riquesa de nutrients
- Llacs oligotròfics. Llacs pobres en nutrients, generalment d'aigües molt clares, amb una baixa concentració de vida vegetal. L'oxigen dissolt és suficient per oxidar la matèria orgànica. El sistema és oligotròfic.
- Llacs mesotròfics. Tenen aigües clares i un nivell mitjà de nutrients.
- Llacs eutròfics. S'enriqueixen amb nutrients, cosa que provoca un ràpid creixement de plantes i possibles floracions d’algues. L'eutrofització consisteix en el creixement desmesurat d’organismes, fonamentalment algues, en un sistema lacustre, a causa d’un excés de nutrients. Hi ha diversos factors que també poden afavorir l'eutrofització, per exemple, l'estratificació tèrmica[9] pot provocar sobresaturació de productors primaris a la zona fòtica, i la manca de renovació de l’aigua.
- Llacs hipertròfics. Amb masses d’aigua que s'han enriquit excessivament amb nutrients. Sovint tenen aigües poc clares i estan sotmesos a floracions d'algues que poden ser devastadores. Molt sovint arriben a aquestes condicions per causa d'activitats humanes, com l’ús intensiu de fertilitzants. Aquests presenten un ecosistema deficient per la creixent disminució de l’oxigen dissolt, cosa que acaba per esgotar l’oxigen de l’aigua (anòxia). Quan s'arriba a aquesta situació, la matèria comença a descompondre’s per vies metabòliques anaeròbies (sense consum d’oxigen) que alliberen substàncies com àcid sulfhídric, metà o compostos ferrosos que confereixen a l’aigua mala olor i mal gust.[10]

## La vida als llacs

### Zona supralitoral
Situada fora del domini lacustre, és a dir, fora de l’aigua. Les zones més allunyades de l’aigua poden allotjar comunitats arbòries i arbustives pròpies d’aquests ecosistemes (per exemple, espècies dels gèneres Salix, Alnus, Erica…) i altres de caràcter arbustiu i herbaci fins a la franja que queda banyada per l’aigua.

### Zona litoral
Comprèn la franja de terra que va des de la llera fins al límit d’implantació dels macròfits (o plantes o algues macroscòpiques que viuen o es desenvolupen en el medi aquàtic). Aquesta, és doncs, una zona amb aigües fluctuants i, per tant, el medi és més variable.
El primer cinturó de vegetació d’aquesta regió està format per plantes emergides capaces de suportar períodes prolongats d’inundació. Aquestes plantes reben el nom d'helòfits i en podem citar el canyís Phragmites i la boga Typha. S'hi troba cua de cavall (Equisetum), el jonc (Scirpus), alisma, Sparganium, entre d'altres. Seguidament hi ha les plantes completament submergides com Myriophyllum, Litorella o Isoetes.
La fauna associada a la vegetació litoral és molt variada. A més a més d’aus, amfibis, escurçons viperins, rates d’aigua i altres vertebrats comuns de les zones humides, hi ha una fauna microscòpica molt abundant que inclou rotífers, crustacis, esponges d’aigua dolça, mol·luscs, planàries, etc. Això és a causa, en part, de què els macròfits de la zona estan coberts de nombroses algues i bacteris que són l’aliment de nombrosos invertebrats i, aquests, d'altres organismes superiors 

### Zona bentònica
Per sota de la zona litoral. Zona profunda amb unes característiques especials perquè no hi arriba prou llum (afòtica). Per tant, els organismes que hi viuen estan completament adaptats a aquestes condicions. No hi poden créixer plantes, però hi viu una fauna bentònica, constituïda per petits oligoquets, larves d’insectes i altres microorganismes. Aquests poden colonitzar els sediments més profunds si hi ha prou oxigen i són els que s'encarreguen de descompondre la matèria orgànica que hi ha acumulada i la que arriba de la zona superior.
A la capa fòtica de la zona bentònica, hi viu el fitoplàncton (algues microscòpiques: cianobactèries, clorofícies, dinoflagel·lats, diatomees, euglenofícies) que és el productor primari. Aquest grup forma un esglaó molt important dins la complexa xarxa tròfica de llacs i embassaments: és la base a partir de la qual s'estableixen els altres grups. El zooplàncton (protozous, rotífers…) és el grup consumidor del fitoplàncton. La seva abundància depèn de l’abundància del fitoplàncton i, en molts casos, n’és l'element controlador, és a dir, en períodes on s'incrementa l’abundància de zooplàncton, disminueix el fitoplàncton.Tot i així, la variació del fitoplàncton ve determinada per la concentració dels diferents nutrients (fòsfor i nitrogen), que alhora tenen importants variacions estacionals dins el cicle anual d’aquests ecosistemes. El zooplàncton està format per una gran diversitat d’espècies. Trobem, doncs, rotífers i crustacis que són herbívors i s'alimenten de les algues (fitoplàncton) que suren en la superfície. Entre els herbívors més eficients es troben les puces d’aigua (Daphnia). Hi ha altres crustacis que són carnívors i s'alimenten dels crustacis herbívors i de rotífers. Un element molt important de la cadena tròfica són els peixos. La majoria són omnívors, però entre ells hi ha tots els tipus d’estratègies alimentàries. Des dels que s'alimenten del zooplàncton (filtradors), fins als carnívors o, fins i tot, n’hi ha que s'alimenten dels detritus del fons.

### Zona pelàgica
Zona "d'aigües lliures". En aquesta zona s'hi troben comunitats d’organismes que viuen lliures a l’aigua: el plàncton, petits animalons (microcrustacis o insectes) i grans o petits vertebrats (peixos).

## El llac més gran a cada continent (aigua dolça)
Els llacs d'aigua dolça constitueixen aproximadament el 0,009% de tota l'aigua lliure dins del cicle hidrològic global. El cicle hidrològic, també conegut com a cicle de l’aigua, és el cicle que implica la circulació contínua d’aigua al sistema Terra-atmosfera.
Els llacs d’aigua dolça contenen més del 98% de l’aigua superficial disponible per a l'ús humà. La majoria d'altres aigües continentals es troben a les glaceres, les capes de gel i les aigües subterrànies.
Amèrica del Nord, Àsia i Àfrica, contenen el 70% de l'aigua de llacs del món. També hi ha llacs per sota de les capes de gel de l' Antàrtida.
- Àfrica: Amb una superfície de 68.800 km², el llac Victòria és el més gran d’Àfrica. Està situat a 1.133 m d'altitud. El llac també es considera el llac tropical més gran del món i també el segon d’aigua dolça més gran del planeta. Milers de petits rierols i rius, juntament amb les pluges, alimenten el llac. La profunditat mitjana del llac és de 39,6 m i la seva profunditat màxima és de 84,1 m. El llac és compartit per tres estats africans: Kenya, Uganda i Tanzània
- Àsia: El llac Baikal està situat al sud de Sibèria. Conté prop del 23% dels recursos d’aigua dolça del planeta. És el llac més gran d'Àsia i el més profund del món. Té una superfície de 31.722 km², un volum de 23.615,39 km3 i una profunditat màxima de 1.641 m (5.387 peus). El llac és declarat Patrimoni de la Humanitat per la UNESCO.
- Europa: El llac Làdoga és el llac més gran d’Europa. Es troba al nord-oest de Rússia, a prop de la ciutat de Sant Petersburg. És el 15è llac d’aigua dolça més gran del món. Ocupa una superfície de 17.700 km² i la profunditat mitjana és de 230 m. Acull unes 660 illes.
- Amèrica del Nord: Les aigües del llac Michigan i el llac Huron sovint es consideren una sola massa d’aigua pel fet que els llacs estiguin interconnectats per l'estret de Mackinac i que els seus nivells d’aigua estiguin gairebé en equilibri. En aquest cas, el llac Michigan-Huron és el llac més gran d’Amèrica del Nord. Ocupa una superfície de 117.300 km² i les aigües són compartides per Canadà i els Estats Units. No obstant, si es tracten ambdós com a llacs separats, el llac Superior seria el més gran d'Amèrica del Nord amb una superfície de 80.800 km².
- Amèrica del Sud: El llac Titicaca és el llac més gran d’Amèrica del Sud i té una superfície aproximada de 8.372 km². La profunditat mitjana del llac és de 106,9 m i la profunditat màxima és de 281 m. El llac Titicaca és sovint considerat el llac navegable més alt del món. Es troba a una altitud de 3.812 m, a la serralada dels Andes i a la frontera entre Bolívia i Perú.
- Oceania: El llac Eyre és el més gran d'Oceania. Ocupa una superfície de 9.500 km². És un llac endorreic i poc profund. La profunditat mitjana és de només 1,52 m. El volum del llac pot variar considerablement durant l'any i també el nivell de salinitat de les seves aigües. El llac Eyre porta el nom del primer europeu que el va descobrir, Edward John Eyre.
- Antàrtida: El llac Vostok. és el llac més gran de l'Antàrtida. És un llac subglacial situat sota l'estació de recerca Vostok (Rússia), on la coberta de gel es troba a 3.488 m sobre el nivell del mar, mentre que el llac es troba a uns 3.992 m sota el glaç. El llac Vostok ocupa una superfície de 12.500 km² i la seva profunditat mitjana és de 431,9 m. L'existencia del llac va ser detectada pel geògraf rus Andrey Kapitsa i confirmada el 1993.

## Els llacs més grans del planeta
| ordre | llac             | superfície km² | profunditat / m | volum km3 | aigua  | continent        | país/països                                        |
| ----- | ---------------- | -------------- | --------------- | --------- | ------ | ---------------- | -------------------------------------------------- |
| 1     | Mar Càspia       | 371,000        | 1.025           | 78.200    | salada | Europa/Àsia      | Kazakhstan, Rússia, Turkmenistan, Azerbaijan, Iran |
| 2     | Superior         | 82.100         | 406,3           | 12.100    | dolça  | Amèrica del Nord | Canadà, Estats Units                               |
| 3     | Victòria         | 68.870         | 84              | 2.750     | dolça  | Àfrica           | Uganda, Kenia, Tanzània                            |
| 4     | Huron            | 59.600         | 229             | 3.540     | dolça  | Amèrica del Nord | Canadà, Estats Units                               |
| 5     | Michigan         | 58.000         | 281             | 4.900     | dolça  | Amèrica del Nord | Estats Units                                       |
| 6     | Tanganyica       | 32.600         | 1.470           | 18.900    | dolça  | Àfrica           | Burundi, Tanzània, Zàmbia, RD Congo                |
| 7     | Baikal           | 31.500         | 1.637           | 23.600    | dolça  | Àsia             | Rússia                                             |
| 8     | Great Bear Lake  | 31.000         | 706             | 2.236     | dolça  | Amèrica del Nord | Canadà                                             |
| 9     | Malawi           | 29.500         | 706             | 8.400     | dolça  | Àfrica           | Malawi, Moçambic, Tanzània                         |
| 10    | Great Slave Lake | 27.000         | 614             | 1.560     | dolça  | Amèrica del Nord | Canadà                                             |
| 11    | Erie             | 25.700         | 64              | 489       | dolça  | Amèrica del Nord | Canadà, Estats Units                               |
| 12    | Winnipeg         | 24.514         | 36              | 283       | dolça  | Amèrica del Nord | Canadà                                             |
| 13    | Ontario          | 18.960         | 244             | 1.639     | dolça  | Amèrica del Nord | Canadà, Estats Units                               |
| 14    | Ladoga           | 18.130         | 230             | 908       | dolça  | Europa           | Rússia                                             |
| 15    | Balkhsah         | 16.400         | 26              | 106       | salada | Àsia             | Kazakhstan                                         |

## Llacs a la península Ibèrica
A la zona mediterrània, com en la majoria de zones àrides i semiàrides del planeta, els llacs són més l'excepció que la norma. Un bon exemple d’això és la península Ibèrica on, sense considerar els llacs d’alta muntanya, només hi ha dos llacs veritables: Sanabria a la província de Zamora i l'estany de Banyoles. Val a dir que la toponímia a vegades no coincideix amb la terminologia científica, com succeeix amb l’únic llac de Catalunya que toponímicament l’anomenem “estany” o en alguns dels anomenats “llacs” dels Pirineus que per la seva fondària serien “estanys”. A més, els llacs de les zones temperades fredes (nord d’Europa, i nord dels EUA i el Canadà) s'han considerat com a model del funcionament general dels llacs d’arreu per ser els més estudiats, malgrat que sabem que en altres latituds alguns dels processos són diferents.